# Saltsjöbaden
Saltsjöbaden er et byområde på 539 kvadratkilometer med 8.937 indbyggere (per 2005) i Nacka kommun, Stockholms län i Sverige. Byen er kendt for Saltsjöbadsaftalen, som blev indgået den 20. december 1938 mellem det svenske LO og den svenske arbejdsgiverforening og som bl.a. regulerer forholdet de to imellem når det kommer til konflikter på arbejdsmarkedet.
Saltsjöbaden omfatter Neglingeön, en halvø på cirka 75 hektar som ligger mellem Baggensfjärden och Neglingeviken og er forenet med fastlandet gennem et næs ved Rösunda. Dertil kommer området vest for Neglingeviken til Lännerstasundet og Baggensstäket i nord og til Erstaviken i syd, med Igelboda, Ljuskärrsberget, Neglinge, Tattby och Solsidan.